# Alljapanische Blasmusikvereinigung
Die Alljapanische Blasmusikvereinigung (japanisch 一般社団法人 全日本吹奏楽連盟, Ippan Shadan Hōjin Zennihon Suisōgaku Renmei, englisch All Japan Band Association, kurz: AJBA) ist ein am 11. November 1939 gegründeter Dachverein für Blasmusik und als solche die größte Organisation ihrer Art in Japan. Zum Zeitpunkt der Gründung trug sie den Namen „Große Alljapanische Blasmusikvereinigung“ (Kyūjitai: 大日本吹奏樂聯盟). Die Bezeichnung wurde nach dem Zweiten Weltkrieg, am 14. November 1954 in die gegenwärtige Benennung geändert. Ursprünglich stand die Vereinigung unter der Zuständigkeit des Amtes für kulturelle Angelegenheiten. Die 14.265 Mitglieder sind entsprechend ihrer Zugehörigkeit zu einer Großregion Japans in 11 Unterabteilungen organisiert. Hinzu kommen 62 Mitglieder aus Stadtpräfekturen und 56 Firmen als Fördermitglieder (Stand: 2013). Seit Mai 2013 wird die Blasmusikvereinigung von Akio Marutani geleitet. Sie hat ihren Hauptsitz im Stadtbezirk Chiyoda, in Tokio.

## Veranstaltungen
Die Vereinigung führt über das Kalenderjahr hinweg verschiedene musikalische Veranstaltungen durch. Dazu zählen:
- der „alljapanische Blasmusikwettbewerb“ (全日本吹奏楽コンクール, Zennihon Suisōgaku Concours, engl. „All Japan Band Competition“) findet seit 1940 alljährlich für Marschmusik und in Kooperation mit der Zeitung Asahi Shimbun statt.
- das „alljapanische Grundschulband Festival“ (全日本小学校バンドフェスティバル, Zennihon Shōgakkō Band Festival, engl. „All Japan Elementary Band Festival“) findet alljährlich im November und ebenfalls in Kooperation mit der Zeitung Asahi Shimbun statt.
- Darüber hinaus organisiert die Vereinigung seit 1988 den „alljapanischen Marschmusikwettstreit“ (全日本マーチングコンテスト, Zennihon Marching Contest, engl. „All Japan Marching Contest“) und seit 1978 den „alljapanische Ensemble Wettstreit“ (全日本アンサンブルコンテスト, Zennihon Ensemble Contest, engl. „All Japan Ensemble Contest“).
- Außerdem organisiert die Vereinigung den Asahi-Kompositionspreis für Blasorchester und seit 2008 den „Kompositionswettbewerb der Alljapanischen Blasmusikvereinigung“ (全日本吹奏楽連盟作曲コンクール, Zennihon Suisōgaku Renmei Sakkyoku Concours).

## Statistische Daten
Mitgliederzahl nach Großregionen und Organisationsform (Stand 2010)
| Region     | Grundschule | Mittelschule | Oberschule | Universität | Unternehmen | Andere | Gesamt |
| ---------- | ----------- | ------------ | ---------- | ----------- | ----------- | ------ | ------ |
| Hokkaidō   | 125         | 375          | 224        | 24          | 7           | 116    | 871    |
| Tōhoku     | 255         | 737          | 391        | 34          | 10          | 197    | 1624   |
| Ost-Kantō  | 238         | 1,053        | 516        | 37          | 10          | 221    | 2075   |
| West-Kantō | 43          | 782          | 340        | 23          | 5           | 134    | 1327   |
| Tokio      | 40          | 610          | 295        | 28          | 14          | 114    | 1101   |
| Hokuriku   | 99          | 858          | 509        | 30          | 12          | 185    | 1693   |
| Tōkai      | 21          | 211          | 114        | 14          | 0           | 71     | 431    |
| Kinki      | 64          | 970          | 532        | 47          | 11          | 350    | 1974   |
| Chūgoku    | 75          | 542          | 297        | 37          | 6           | 112    | 1069   |
| Shikoku    | 17          | 259          | 119        | 11          | 2           | 53     | 461    |
| Kyūshū     | 148         | 791          | 455        | 46          | 11          | 218    | 1669   |
| Gesamt     | 1125        | 7188         | 3792       | 331         | 88          | 1771   | 14.295 |